# Entscho Wladow
Entscho Wladow – niemiecki brydżysta, World International Master oraz Senior Master (WBF), European Grand Master (EBL).
Entscho Wladow jest ginekologiem.

## Wyniki brydżowe

### Olimpiady
Na olimpiadach uzyskał następujące rezultaty:
| Olimpiady brydżowe. Zawody teamów | Olimpiady brydżowe. Zawody teamów | Olimpiady brydżowe. Zawody teamów | Olimpiady brydżowe. Zawody teamów | Olimpiady brydżowe. Zawody teamów | Olimpiady brydżowe. Zawody teamów |
| Rok                               | Miejsce                           | Zawody                            | Kategoria                         | Drużyna                           | Pozycja                           |
| --------------------------------- | --------------------------------- | --------------------------------- | --------------------------------- | --------------------------------- | --------------------------------- |
| 2012                              | Lille                             | 2. Olimpiada Sportów Umysłowych   | Seniorzy                          | Germany                           | 9                                 |
| 2008                              | Pekin                             | 1. Olimpiada Sportów Umysłowych   | Open                              | Germany                           | 4                                 |
| 2004                              | Stambuł                           | 12. Olimpiada Teamów              | Open                              | Germany                           | 9                                 |

### Zawody światowe
W światowych zawodach zdobył następujące lokaty:
| Mistrzostwa Świata. Konkurencja teamów | Mistrzostwa Świata. Konkurencja teamów | Mistrzostwa Świata. Konkurencja teamów | Mistrzostwa Świata. Konkurencja teamów | Mistrzostwa Świata. Konkurencja teamów | Mistrzostwa Świata. Konkurencja teamów |
| Rok                                    | Miejsce                                | Zawody                                 | Kategoria                              | Drużyna                                | Pozycja                                |
| -------------------------------------- | -------------------------------------- | -------------------------------------- | -------------------------------------- | -------------------------------------- | -------------------------------------- |
| 2013                                   | Nusa Dua                               | 41. Mistrzostwa Świata Teamów          | Seniorzy                               | Germany                                | 1                                      |
| 2009                                   | São Paulo                              | 39. Mistrzostwa Świata Teamów          | Open                                   | Germany                                | 5                                      |
| 2007                                   | Szanghaj                               | 38. Mistrzostwa Świata Teamów          | Trans                                  | Germany Seniors 1                      | 65                                     |
| 2007                                   | Szanghaj                               | 38. Mistrzostwa Świata Teamów          | Seniorzy                               | Germany                                | 17                                     |
| 2006                                   | Werona                                 | 12. Mistrzostwa Świata                 | Seniorzy                               | Humburg                                | 24                                     |
| 2002                                   | Montreal                               | 11. Mistrzostwa Świata                 | Seniorzy                               | Marsal                                 | 6                                      |
| 1994                                   | Albuquerque                            | 9. Mistrzostwa Świata                  | Open                                   | Wladow                                 | 17                                     |

| Mistrzostwa Świata. Konkurencja par | Mistrzostwa Świata. Konkurencja par | Mistrzostwa Świata. Konkurencja par | Mistrzostwa Świata. Konkurencja par | Mistrzostwa Świata. Konkurencja par | Mistrzostwa Świata. Konkurencja par |
| Rok                                 | Miejsce                             | Zawody                              | Kategoria                           | Partner                             | Pozycja                             |
| ----------------------------------- | ----------------------------------- | ----------------------------------- | ----------------------------------- | ----------------------------------- | ----------------------------------- |
| 2006                                | Werona                              | 12. Mistrzostwa Świata              | Seniorzy                            | Reiner Marsal                       | 3                                   |
| 2002                                | Montreal                            | 11. Mistrzostwa Świata              | Seniorzy                            | Reiner Marsal                       | 10                                  |
| 1994                                | Albuquerque                         | 9. Mistrzostwa Świata               | Open                                | Josef Piekarek                      | 59                                  |

### Zawody europejskie
W europejskich zawodach zdobył następujące lokaty:
| Zawody europejskie. Konkurencja teamów | Zawody europejskie. Konkurencja teamów | Zawody europejskie. Konkurencja teamów | Zawody europejskie. Konkurencja teamów | Zawody europejskie. Konkurencja teamów | Zawody europejskie. Konkurencja teamów |
| Rok                                    | Miejsce                                | Zawody                                 | Kategoria                              | Drużyna                                | Pozycja                                |
| -------------------------------------- | -------------------------------------- | -------------------------------------- | -------------------------------------- | -------------------------------------- | -------------------------------------- |
| 2012                                   | Ejlat                                  | 11. Puchar Europy                      | Open                                   | Burghausen 1                           | 11                                     |
| 2012                                   | Dublin                                 | 51. Mistrzostwa Europy Teamów          | Seniorzy                               | Germany                                | 5                                      |
| 2010                                   | Izmir                                  | 9. Puchar Europy Teamów                | Open                                   | Bamberger Ger                          | 11                                     |
| 2010                                   | Ostenda                                | 50. Mistrzostwa Europy Teamów          | Open                                   | Germany                                | 9                                      |
| 2009                                   | Paryż                                  | 8. Puchar Europy                       | Open                                   | BCPR-Germany                           | 2                                      |
| 2009                                   | San Remo                               | 4. Otwarte Mistrzostwa Europy          | Open                                   | Bamberger Reiter                       | 33                                     |
| 2008                                   | Amsterdam                              | 7. Puchar Europy                       | Open                                   | BCPR-Germany                           | 4                                      |
| 2008                                   | Pau                                    | 49. Mistrzostwa Europy Teamów          | Open                                   | Germany                                | 3                                      |
| 2007                                   | Wrocław                                | 6. Puchar Europy                       | Open                                   | BR-Germany                             | 3                                      |
| 2006                                   | Rzym                                   | 5. Puchar Europy                       | Open                                   | BBC Germany                            | 1                                      |
| 2006                                   | Warszawa                               | 48. Mistrzostwa Europy Teamów          | Open                                   | Germany                                | 11                                     |
| 2005                                   | Teneryfa                               | 2. Otwarte Mistrzostwa Europy          | Open                                   | Piekarek                               | 17                                     |
| 2005                                   | Teneryfa                               | 2. Otwarte Mistrzostwa Europy          | Miksty                                 | Passarinho                             | 9                                      |
| 2004                                   | Barcelona                              | 3. Puchar Europy                       | Open                                   | KBSC-Germany                           | 11                                     |
| 2004                                   | Malmö                                  | 47. Mistrzostwa Europy Teamów          | Open                                   | Germany                                | 8                                      |
| 2003                                   | Mentona                                | 1. Otwarte Mistrzostwa Europy          | Open                                   | Gromoeller                             | 17                                     |
| 2002                                   | Salsomaggiore                          | 46. Mistrzostwa Europy Teamów          | Open                                   | Germany                                | 12                                     |
| 1999                                   | Malta                                  | 44. Mistrzostwa Europy Teamów          | Open                                   | Germany                                | 18                                     |

| Zawody europejskie. Konkurencja par | Zawody europejskie. Konkurencja par | Zawody europejskie. Konkurencja par | Zawody europejskie. Konkurencja par | Zawody europejskie. Konkurencja par | Zawody europejskie. Konkurencja par |
| Rok                                 | Miejsce                             | Zawody                              | Kategoria                           | Partner                             | Pozycja                             |
| ----------------------------------- | ----------------------------------- | ----------------------------------- | ----------------------------------- | ----------------------------------- | ----------------------------------- |
| 2009                                | San Remo                            | 4. Otwarte Mistrzostwa Europy       | Open                                | Michael Elinescu                    | 13                                  |
| 2005                                | Teneryfa                            | 2. Otwarte Mistrzostwa Europy       | Open                                | Michael Elinescu                    | 146                                 |
| 2005                                | Teneryfa                            | 2. Otwarte Mistrzostwa Europy       | Mikst                               | Pony Beate Nehmert                  | 8                                   |
| 2003                                | Mentona                             | 1. Otwarte Mistrzostwa Europy       | Open                                | Michael Elinescu                    | 37                                  |
| 2001                                | Sorrento                            | 11. Mistrzostwa Europy Par          | Seniorzy                            | Wilhelm Gromoeller                  | 44                                  |
| 1999                                | Warszawa                            | 10. Mistrzostwa Europy Par          | Seniorzy                            | Wilhelm Gromoeller                  | 25                                  |
| 1998                                | Akwizgran                           | 5. Mistrzostwa Europy Mikstów       | Mikst                               | Wiesla Miroslaw                     | 44                                  |
| 1993                                | Bielefeld                           | 7. Mistrzostwa Europy Par           | Open                                | Josef Piekarek                      | 270                                 |
| 1987                                | Paryż                               | 4. Mistrzostwa Europy Par           | Open                                | Michael Elinescu                    | 15                                  |

## Klasyfikacja
- Entscho Wladow – klasyfikacja WBF (ang.)
- Entscho Wladow – klasyfikacja EBL (ang.)